# Gestión de la propiedad
La gestión de la propiedad es el conjunto de acciones y procesos que permiten administrar un activo inmobiliario residencial, comercial o industrial. Es similar al rol de gestión en cualquier negocio.

## Roles
Un rol importante del gestor de la propiedad es la relación entre el propietario del inmueble y la compañía gestora que administra el edificio en nombre del propietario. Las obligaciones vinculadas a la gestión de la propiedad incluyen el cobro de los alquileres, la gestión del mantenimiento, la investigación de los inquilinos, etc. A cambio por el servicio, las compañías de gestión de propiedades retienen una parte de la renta anual recibida por el propietario como pago.
Los gestores de la propiedad pueden administrar la construcción, desarrollo, reparaciones y mantenimiento de una propiedad. Las relaciones entre el gestor y los inquilinos funcionan como enlace entre estos y el propietario final, que en muchas ocasiones se distancia de la administración de las infraestructuras.
Hay multitud de facetas en esta profesión, incluyendo la participación o inicio de litigios con los inquilinos, contratistas y aseguradoras. Los litigios se consideran ocasionalmente una función de trabajo diferente, que se pone en manos de abogados. Aunque una persona sea responsable de esto según la descripción de su trabajo, un abogado puede estar trabajando para él. Hay que hacer hincapié en la ley referente a los inquilinos, sobre todo desahucios, impagos, reducción de servicios, o molestias que son los casos ante los que se enfrentan de forma más habitual los gestores de la propiedad. Por lo tanto es necesario que un gestor esté al corriente de las leyes municipales y estatales.
La gestión de la propiedad, al igual que el Facility Management, se ha visto simplificado gracias a los softwares de gestión de propiedades, activos e inmuebles.

## Servicio de gestión de propiedades comerciales
“Un servicio de gestión de la propiedad administra las necesidades surgidas de la utilización de la misma, minimizando los espacios libres y aumentando el rendimiento. Los gestores son los encargados de promocionar la propiedad y hacerla accesible mediante webs o anuncios, de forma que el propietario logre inquilinos de calidad.”
Los gestores de la propiedad disponen del conocimiento necesario para ayudar al cliente a optimizar su inversión. Conocen las leyes locales y estatales y las recomendaciones de las asociaciones de propietarios. También pueden ofrecer ayuda a la hora de desahuciar a inquilinos conflictivos.

## Denominaciones profesionales
El instituto internacional de gestores y propietarios de edificios (del inglés Building Owners & Managers Institute International –BOMI-) ofrece una serie de denominaciones estándar que certifican la formación asociada con la gestión de propiedades::
- Administrador de Inmuebles
- Administrador de gestión de instalaciones
- Administrador de mantenimiento de sistemas
- Técnico de mantenimiento de sistemas

El instituto de la gestión de Inmuebles (del inglés Institute of Real Estate Management -IREM-):
- Gestor de la propiedad certificado
- Gestor residencial acreditado
- Organización gestora acreditada

La Asociación nacional de gestores de inmuebles residenciales, (del inglés National Association of Residential Property Managers –NARPM-) cuenta con las siguientes denominaciones:
- Profesional de la gestión residencial
- Gestor de la propiedad experto
- Empresa certificada de gestión residencial
- Personal de apoyo certificado

La asociación nacional de apartamentos (del inglés National Apartment Association –NAA-) utiliza las siguientes designaciones:
- Gestor certificado de apartamentos
- Supervisor certificado de la propiedad

## Software
El software destinado a la gestión de la propiedad continúa aumentando su popularidad e importancia. A medida que se reduce su coste, pequeñas compañías y gestores de propiedad amateurs pueden desarrollar las mismas mejores prácticas que las grandes corporaciones. La existencia de software en línea de gestión de activos y propiedades ha sido la causa determinante para la bajada de precios.

## Otros usos
La palabra gestión de la propiedad se utiliza para describir la práctica de gestionar activos de capital que no son realmente activos inmobiliarios, como equipos y consumibles. Esto se da especialmente en instituciones secundarias, agencias federales y organizaciones que deben gestionar propiedades gubernamentales como contratistas gubernamentales.